# Palermo, Palermo
Palermo, Palermo est une chorégraphie de Pina Bausch qui fut l'une des toutes premières pièces créées hors de Wuppertal. La première fut donnée le 17 décembre 1989.

## Processus de création
Palermo, Palermo est le résultat de la résidence de Pina Bausch, et de sa compagnie, au Teatro Biondo de Palerme en Sicile, durant environ trois semaines en 1989. La chorégraphe allemande a puisé son inspiration dans la vie de la cité sicilienne, où tradition, religion et cérémonies se mêlent.

## Fiche technique
- Chorégraphie : Pina Bausch
- Interprètes : Mariko Aoyama, Anne Marie Benati, Matthias Burkert, Antonio Carallo, Finola Cronin, Thomas Duchatelet, Barbara Hampel, Kyomi Ichida, Urs Kaufmann, Ed Kortlandt, Beatrice Libonati, Bernd Marszan, Dominique Mercy, Jan Minarik, Nazareth Panadero, Jean-Laurent Sasportes, Julie Shanahan, Julie Anne Stanzak, Janusz Subicz, Quincella Swyningan, Francis Viet, Mark Allan Wilson.
- Musique : Diverses
- Scènographie : Peter Pabst
- Costumes : Marion Cito
- Production : Tanztheater Wuppertal
- Première : 17 décembre 1989 au Teatro Biondo de Palerme en Italie
- Représentations :
- Durée : environ 2h30
- Récompense :